# Хайнд (лунный кратер)
Кратер Хайнд (лат. Hind) — крупный ударный кратер в центральной экваториальной области видимой стороны Луны. Название присвоено в честь английского астронома Джона Рассела Хайнда (1823—1895) и утверждено Международным астрономическим союзом в 1935 г.

## Описание кратера

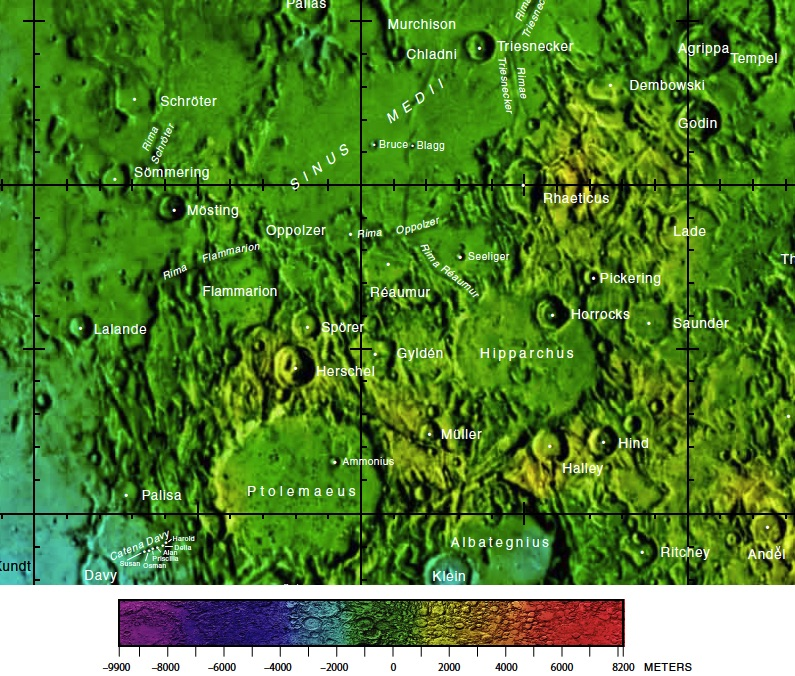
Окрестности кратера Хайнд. Фрагмент карты видимой стороны Луны.

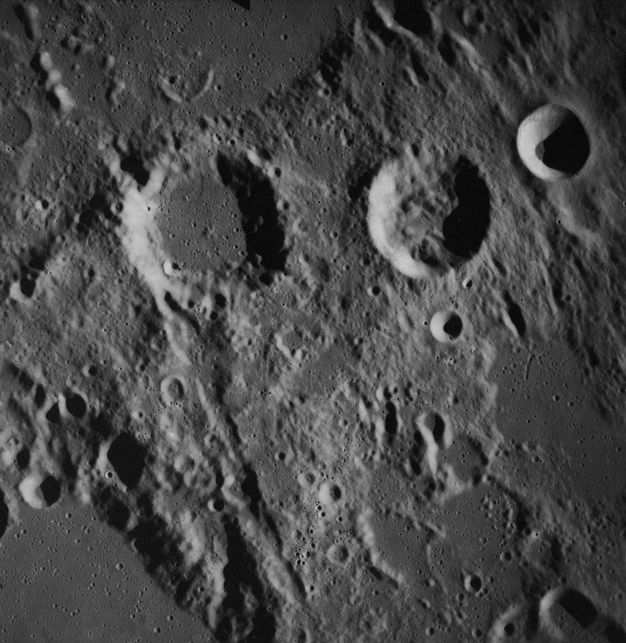
. Кратер Хайнд несколько выше и правее центра снимка. Слева от него кратер Галлей, справа и выше – сателлитный кратер Гиппарх C. Снимок с борта Аполлона-16.

Ближайшими соседями кратера являются кратер Галлей на западе; кратер Гиппарх на северо-западе; кратер Сондер на севере-северо-востоке; кратер Андел на юго-востоке; кратер Ричи на юге-юго-востоке и кратер Аль-Баттани на юго-западе. На северо-западе от кратера находится Залив Центральный. Селенографические координаты центра кратера 7°55′ ю. ш. 7°19′ в. д. / 7,92° ю. ш. 7,31° в. д., диаметр 28,5 км, глубина 2980 м.
Кратер Хайнд имеет циркулярную форму с небольшим выступом в южной части и умеренно разрушен. Вал несколько сглажен, но сохранил достаточно четкие очертания, в северной части вала находится седловатое понижение. Внутренний склон вала гладкий. Высота вала над окружающей местностью достигает 900 м, объем кратера составляет приблизительно 570 км³. Дно чаши пересеченное.

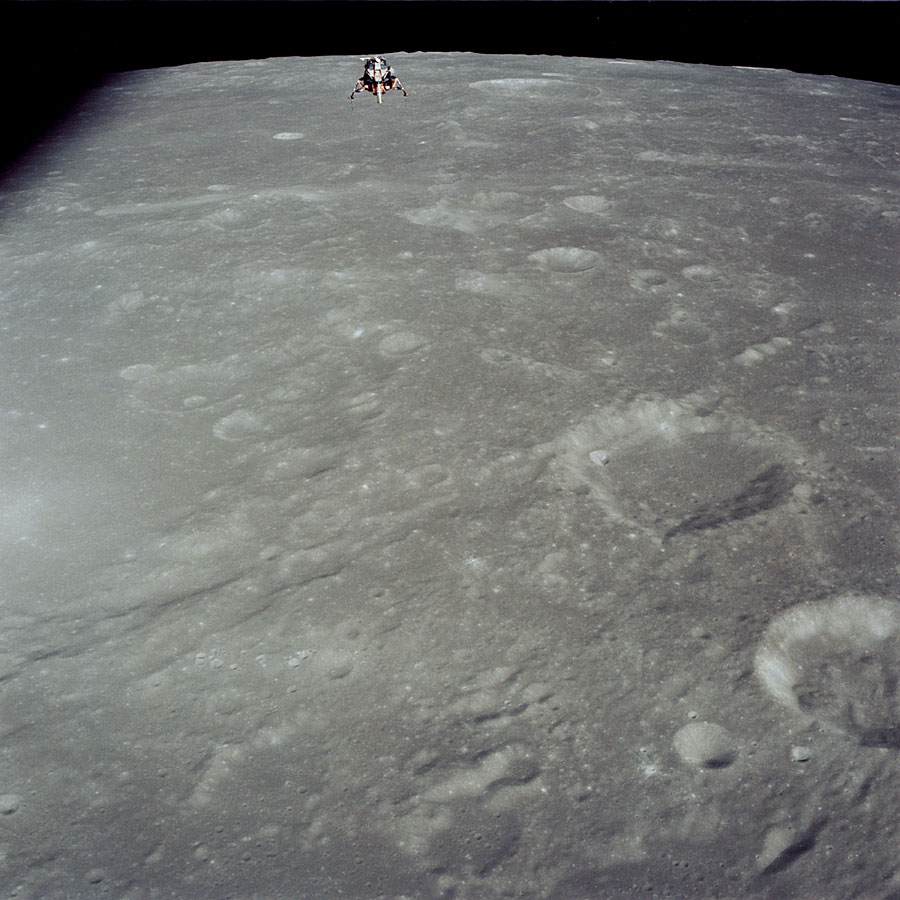
Лунный модуль "Intrepid" экспедиции Аполлон-12 на фоне кратеров Галлей и Хайнц (в нижней правой части снимка)

Кратер Хайнд и сателлитный кратер Хайнд C (см. ниже) включены в список кратеров с яркой системой лучей Ассоциации лунной и планетарной астрономии (ALPO).

## Сателлитные кратеры

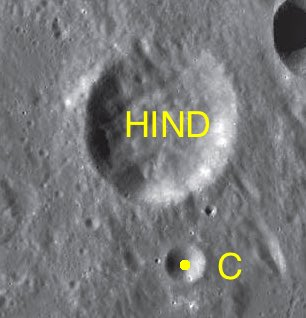
Фрагмент карты LAC-77.

| Хайнд | Координаты                                        | Диаметр, км |
| ----- | ------------------------------------------------- | ----------- |
| C     | 8°43′ ю. ш. 7°26′ в. д. / 8,71° ю. ш. 7,44° в. д. | 6,8         |

## См.также
- Список кратеров на Луне
- Лунный кратер
- Морфологический каталог кратеров Луны
- Планетная номенклатура
- Селенография
- Минералогия Луны
- Геология Луны
- Поздняя тяжёлая бомбардировка